# Кастелле-ле-Сос
Кастелле́-ле-Сос (фр. Castellet-lès-Sausses, окс. Castelet de Saussas) — коммуна во Франции, находится в регионе Прованс — Альпы — Лазурный Берег. Департамент коммуны — Альпы Верхнего Прованса. Входит в состав кантона Антрево. Округ коммуны — Кастелан.
Код INSEE коммуны — 04042.

## Население
Население коммуны на 2008 год составляло 113 человек.
| 1962 | 1968 | 1975 | 1982 | 1990 | 1999 | 2008 |
| ---- | ---- | ---- | ---- | ---- | ---- | ---- |
| 152  | 134  | 104  | 114  | 119  | 106  | 113  |

## Экономика
В 2007 году среди 54 человек в трудоспособном возрасте (15—64 лет) 34 были экономически активными, 20 — неактивными (показатель активности — 63,0 %, в 1999 году было 58,8 %). Из 34 активных работали 32 человека (20 мужчин и 12 женщин), безработных было 2 (1 мужчина и 1 женщина). Среди 20 неактивных 14 человек были пенсионерами, 6 были неактивны по другим причинам.

## Достопримечательности
- Руины замка.
- Романская церковь Свв. Петра и Павла (XIV век), исторический памятник.
- Церковь Сен-Мартен (XIX век). Колокольня была построена в 1878 году. Пол глиняный.
- Церковь Сен-Пон (между 1600 и 1650 годами).
- Часовни: Сен-Маделен (XIII век), Сен-Луи, Сен-Рош, Нотр-Дам-дю-Мустер (руины).